# Glaphyra concolor
Glaphyra concolor är en skalbaggsart som beskrevs av Tatsuya Niisato 1995. Glaphyra concolor ingår i släktet Glaphyra och familjen långhorningar.
Artens utbredningsområde är Taiwan. Inga underarter finns listade i Catalogue of Life.